# فلسفه چیست؟ (کتاب دلوز و گاتاری)
فلسفه چیست؟ (به فرانسوی: Qu'est-ce que la philosophie) کتابی است از ژیل دلوز و فلیکس گاتاری (روانکاو) که در سال ۱۹۹۱ منتشر شد.
این کتاب دو بار به فارسی ترجمه شده‌است.

## محتوا
نویسندگان در این کتاب به تمایز میان فلسفه و علم می‌پردازند و معتقدند که فلسفه به مفاهیم می‌پردازد و علم به کارکردها. آنها به بحث راجع به فلسفه علم و فلسفه ریاضیات می‌پردازند.